# Villa senex
Villa senex är en tvåvingeart som först beskrevs av Camillo Rondani 1863.  Villa senex ingår i släktet Villa och familjen svävflugor. Inga underarter finns listade i Catalogue of Life.